# هانس-يورغن كرايشه
هانس-يورغن كرايشه (بالألمانية: Hans-Jürgen Kreische)‏ (مواليد 19 يوليو 1947) هو لاعب كرة قدم. يلعب مع منتخب ألمانيا الشرقية لكرة القدم. سبق له أن لعب في كأس العالم لكرة القدم مع منتخب بلاده.

## مسيرته الكروية
لعب هانس-يورغن كرايشه خلال مسيرته الاحترافية مع نادِ واحدٍ في 14 موسمًا وسجل خلالها 143 هدف ضمن 256 مباراة. حيث فاز في موسمين بالكأس و5 مواسم بالدوري.
خاض هانس-يورغن كرايشه مسيرته مع نادي دينامو درسدن في موسم 1964–65 ليلعب معه أربعة عشر موسمًا، مشاركًا في 256 مباراة سجل خلالها 143 هدف.

## روابط خارجية
- هانس-يورغن كرايشه على موقع الاتحاد الدولي (مؤرشف)  (الإنجليزية)
- هانس-يورغن كرايشه على موقع الاتحاد الأوربي (الإنجليزية)
- هانس-يورغن كرايشه على موقع قاعدة بيانات كرة القدم.إي يو (الإنجليزية)
- هانس-يورغن كرايشه على موقع ناشيونال فوتبول تيمز (الإنجليزية)
- هانس-يورغن كرايشه على موقع عالم كرة القدم.نت (الإنجليزية)
- هانس-يورغن كرايشه على موقع اللجنة الأولمبية الدولية (الإنجليزية)
- هانس-يورغن كرايشه على موقع أوليمبيديا (الإنجليزية)